# Sparkassen-Privatstiftung
Eine Sparkassen-Privatstiftung ist eine in Österreich gemäß § 27a Sparkassengesetz auf unbestimmte Zeit errichtete Privatstiftung, deren Aufgabenbereich im Gegensatz zur sonstigen Privatstiftung nach dem Privatstiftungsgesetz ausschließlich die Verfolgung gemeinnütziger, mildtätiger oder kirchlicher Zwecke zum Gegenstand haben darf.

## Rechtsform
Im Gegensatz zu den deutschen haben die österreichischen Sparkassenstiftungen in Deutschland in den meisten Fällen Eigentumsrechte an einer Sparkassen-AG. In einigen Fällen halten mehrere Sparkassen-Privatstiftungen Aktien an einer Aktiengesellschaft.
Die Rechtsform der Sparkassen-Privatstiftung ist seit 1999 möglich, wenn Sparkassen, die den bankwirtschaftlichen Teilbetrieb in eine Sparkassen-AG eingebracht haben, die Gesellschaft der ehemaligen Sparkasse gemäß § 27a Sparkassengesetz nach den Bestimmungen des Privatstiftungsgesetzes in eine Privatstiftung umwandeln (sogenannte „formwechselnde Umwandlung“). Damit übernehmen die Sparkassen-Privatstiftungen den gemeinnützigen Gründungsauftrag der Sparkassen.

## Organisation und Stiftungszweck
Jede Sparkassen-Privatstiftung arbeitet in dezentraler Verantwortung, unabhängig und eigenständig.
Sie ist
- auf unbestimmte Zeit errichtet,
- verwaltet das ihr übertragene Vermögen der ehemaligen eigentümerlosen Sparkasse in Form der Aktienbeteiligung
- ist gesetzlich zu Gemeinnützigkeit verpflichtet und
- darf Begünstigungen nur aus den Erträgen (Dividenden) den in der Stiftungserklärung genannten juristischen Personen zuwenden.

Der Stiftungsvorstand als Leitungsgremium verwaltet bzw. vertritt die Sparkassenstiftung. Seine Mitglieder werden in den meisten Fällen vom Aufsichtsrat der Stiftung ernannt, sie sind fast ausschließlich in der Marktregion der Sparkasse beheimatete, prominente Persönlichkeiten. Sie sind Stiftungserklärung, der Erfüllung des Stiftungszwecks und der Verankerung der Stiftung in der Region verpflichtet.
Eine Sparkassenstiftung soll der Förderung, Unterstützung und Weiterentwicklung der Region dienen und Impulsgeber für zukünftige Entwicklungen der regionalen und gesellschaftspolitischen Infrastruktur sein.

## Bestehende Sparkassen-Privatstiftungen
Derzeit (Jänner 2011) gibt es in Österreich 35 Sparkassenstiftungen, die der österreichischen Sparkassengruppe angehören. Die erste wurde im Jahr 1999 als Privatstiftung Kärntner Sparkasse, die bisher letzte im Jahr 2009 als Sparkasse Amstetten Privatstiftung gegründet. Die größte der Sparkassenstiftungen ist die im Jahr 2003 gegründete Erste österreichische Spar-Casse Privatstiftung (Erste Stiftung).
Ein Beispiel für eine kleinere Sparkassenstiftung nach italienischem Recht ist die Stiftung Südtiroler Sparkasse.